# Thraupis cyanoptera
La tangara cianóptera, celestino hombro azul o azulejo celeste (Thraupis cyanoptera), es una especie de ave paseriforme de la familia Thraupidae, perteneciente al género Thraupis. Es endémica del sureste de Brasil.

## Distribución y hábitat
Se encuentra en la Mata Atlántica del litoral sureste de Brasil, desde el sur de Bahia hasta el noreste de Rio Grande do Sul. Registros en otras localidades fuera de esta franja, muy probablemente sean de Thraupis sayaca.
Esta especie es considerada poco común y local en sus hábitats naturales: el dosel y los bordes de selvas húmedas, bosques secundarios y ocasionalmente en clareras adyacentes, hasta los 1600 m de altitud.

## Estado de conservación
La tangara cianóptera ha sido calificada como casi amenazada por la Unión Internacional para la Conservación de la Naturaleza (IUCN) debido a que su población, moderadamente baja pero todavía no cuantificada, se presume estar en decadencia como resultado de la pérdida de hábitat y su degradación.

## Sistemática

### Descripción original
La especie T. cyanoptera fue descrita por primera vez por el naturalista francés Louis Pierre Vieillot en 1817 bajo el nombre científico Saltator cyanopterus; su localidad tipo es: «Río de Janeiro, Brasil».

### Etimología
El nombre genérico femenino Thraupis proviene de la palabra griega «θραυπίς thraupis»: pequeño pájaro desconocido mencionado por Aristóteles, tal vez algún tipo de pinzón (en ornitología thraupis significa «tangara»); y el nombre de la especie «cyanoptera» se compone de las palabras del griego «kuanos»: azul oscuro, y «pteros»: de alas.

### Taxonomía
Es monotípica. Algunas clasificaciones como Aves del Mundo (HBW), Birdlife International (BLI) y el Comité Brasileño de Registros Ornitológicos (CBRO) colocan a la presente especie en el género Tangara, como Tangara cyanoptera.